# 小湊鐵道KiHa 200型柴聯車
小湊鐵道KiHa 200型柴聯車（日语：／ Kominato Tetsudō Kiha 200-gata kidōsha）是小湊鐵道的小湊鐵道線使用的柴聯車。KiHa 200型是為了汰換車體逐漸老化的小湊鐵道KiHa 5800型和KiHa 6100型柴聯車等車輛，於1961年至1977年間由日本車輛製造所生產的柴聯車。而本型車的首輛車於1962年1月開始投入使用。

## 規格與構造
本型車的車體設計參考自國鐵KiHa 20系柴聯車，但外觀設計與塗裝則受到紅色塗裝的京成3100型電聯車的影響。車廂內配備長條式的座椅，並且因車輛的排氣管位於車體中央，而將座位劃分為左右兩側。本型車除209號與210號車外均安裝空調系統，且車廂內未設置列車廁所。

## 使用
截至2022年1月，本型車共有10輛車輛仍在使用。202號車於2020年10月停止定期運轉，203號車在廢車後轉讓至高瀧湖的度假村，並改造成住宿設施；206號車預計報廢，209號車目前則停止使用。而為替代車體逐漸老化的KiHa 200型柴聯車，小湊鐵道在2021年共引進5輛由JR東日本轉讓的國鐵KiHa 40系的40型柴聯車。